# Велна (Естонія)
Велна (ест. Velna; місцева вимова Велня, також використовуються назви Веелна, Веллна, Велісе, Вял'я) — село в Естонії, входить до складу волості Сетомаа, повіту Пилвамаа.